# Mount Carbone
Mount Carbone är ett berg i Antarktis. Det ligger i Västantarktis. Inget land gör anspråk på området. Toppen på Mount Carbone är 579 meter över havet.
Terrängen runt Mount Carbone är kuperad åt nordväst, men åt sydost är den platt. Trakten är obefolkad. Det finns inga samhällen i närheten.